# 巴羅崑達
巴羅崑達（英語：Baro Kunda）是甘比亞中南部的小鎮，位於下河區的東賈拉。根據2012年所做的人口調查顯示，居住於巴羅崑達的總人口數量為2,149人。